# تپه جنی قلعه
تپه جنی قلعه مربوط به دوران‌های تاریخی پس از اسلام است و در شهرستان رزن، بخش سردرود، روستای چورمق واقع شده و این اثر در تاریخ ۱۱ شهریور ۱۳۸۲ با شمارهٔ ثبت ۹۸۵۰ به‌عنوان یکی از آثار ملی ایران به ثبت رسیده است.